# Laibacher Kongress

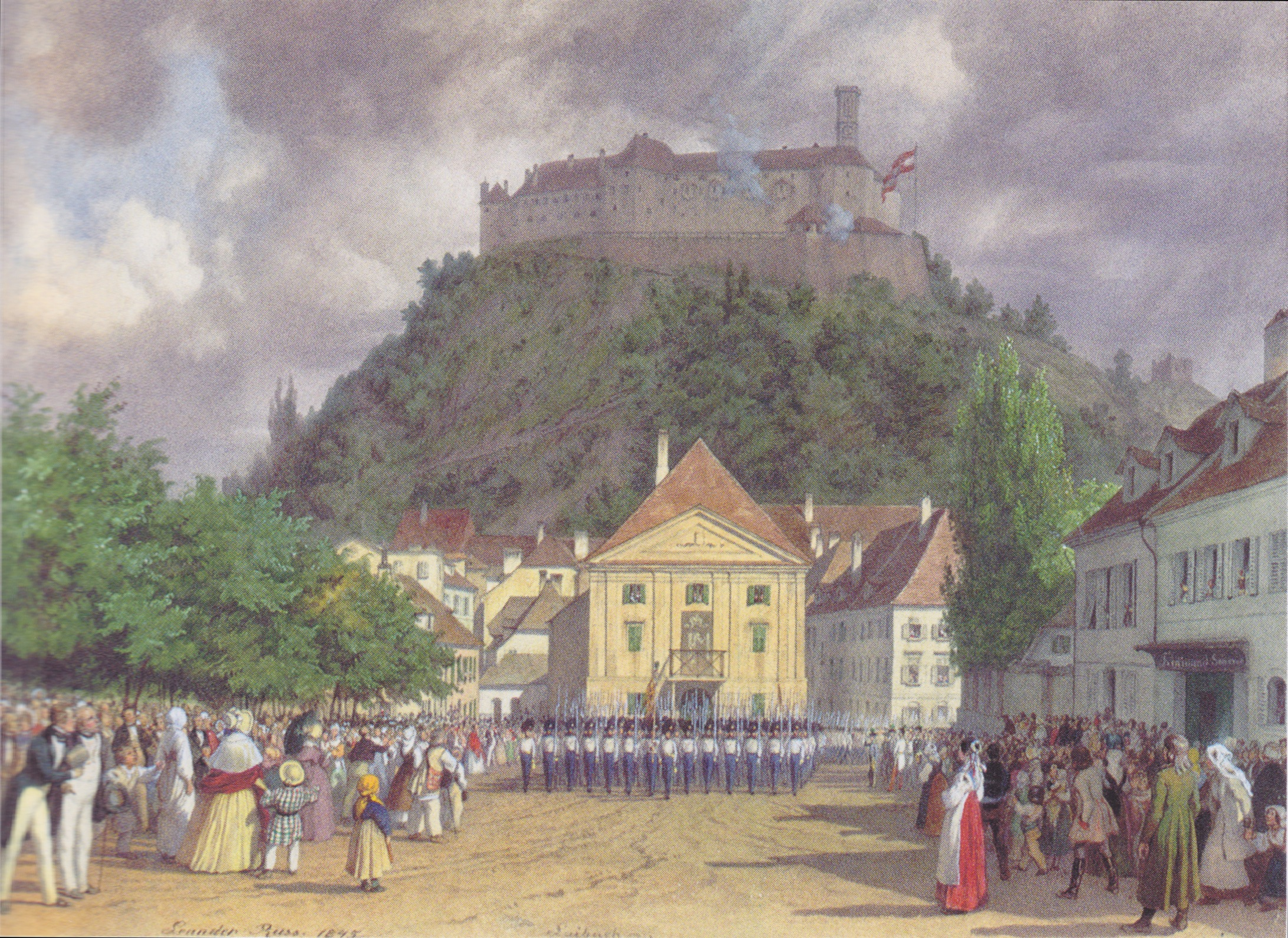
Laibacher Kongress

Der Laibacher Kongress fand vom 26. Januar bis 12. Mai 1821 in Laibach (slowenisch: Ljubljana) statt. Er beschloss die militärische Intervention im Königreich beider Sizilien zur Niederschlagung eines liberalen Putsches.

## Vorgeschichte
Es handelt sich um die Fortsetzung des Kongresses von Troppau und damit um den dritten der vier Monarchenkongresse. Den Hintergrund bildete die spanische Revolution von 1820, die König Ferdinand VII. zwang, die liberale Verfassung aus dem Jahr 1812 wieder in Kraft zu setzen. In Italien war daraufhin auch König Ferdinand I. beider Sizilien gezwungen worden, eine liberale Verfassung  einzuführen und das Prinzip der Volkssouveränität anzuerkennen. In Troppau hatte sich die Heilige Allianz aus Russland, Österreich und Preußen darauf geeinigt, auch militärisch gegen revolutionäre Bewegungen vorzugehen. Eine zentrale Rolle dabei spielte Metternich. Konkrete Beschlüsse zur Umsetzung wurden auf sein Drängen hin jedoch nicht gefasst. Dies blieb dem Kongress von Laibach vorbehalten.

## Verlauf
Teilnehmer waren Zar Alexander I. von Russland, Kaiser Franz I. von Österreich und König Ferdinand I. beider Sizilien. Von anderen Mächten wie Preußen, vertreten durch Hardenberg, und Frankreich waren Abgesandte anwesend. Auch der Kirchenstaat, das Königreich Sardinien, das Herzogtum Modena und das Großherzogtum Toskana nahmen teil. Großbritannien nahm nur durch diplomatische Beobachter an dem Kongress teil.
Der Kongress verhandelte über das Ersuchen des Königs beider Sizilien, den Neapolitanischen Aufstand durch eine militärische Intervention niederzuschlagen. Dagegen wandten sich der französische Gesandte und verschiedene italienische Staaten. Nachdem die Mitglieder der heiligen Allianz Österreich beauftragt hatten, in Neapel einzumarschieren, nahmen die Gesandten Frankreichs und Großbritanniens nicht mehr an den Verhandlungen teil. Allerdings wurde gegenüber Frankreich angeregt, dass das Land in Spanien einmarschieren solle, ähnlich wie Österreich in Neapel. Der Kongress war ein weiterer Schritt zur Abwendung Großbritanniens von der Zusammenarbeit mit den anderen Mächten.
Die österreichischen Truppen schlugen den Aufstand in Neapel nieder und am 15. Mai 1821 wurde dort die Königsherrschaft wieder restauriert. Im April wurde ein im Februar ausgebrochener Aufstand im Königreich Sardinien niedergeschlagen.
Zur Klärung der Probleme in Spanien und in Griechenland, wo eine nationale Bewegung anhub, einigten sich die Mächte auf die Einberufung eines weiteren Kongresses in Verona.

## Der Kongress nach dem Kongress
Am 11. und 12. Mai 2021 hat zweihundert Jahre nach dem historischen Kongress in Laibach eine Konferenz stattgefunden, auf der mit Vorträgen die historischen Ergebnisse erörtert wurden. Organisiert wurde die Veranstaltung hauptsächlich von slowenischen und österreichischen Stellen.